# Torrioni
Torrioni is een gemeente in de Italiaanse provincie Avellino (regio Campanië) en telt 639 inwoners (31-12-2004). De oppervlakte bedraagt 4,2 km², de bevolkingsdichtheid is 158 inwoners per km².

## Demografie
Torrioni telt ongeveer 245 huishoudens. Het aantal inwoners daalde in de periode 1991-2001 met 10,1% volgens cijfers uit de tienjaarlijkse volkstellingen van ISTAT.
| Jaar | Inwoneraantal |
| ---- | ------------- |
| 1991 | 704           |
| 2001 | 633           |

## Geografie
De gemeente ligt op ongeveer 645 meter boven zeeniveau.
Torrioni grenst aan de volgende gemeenten: Montefusco, Petruro Irpino, San Martino Sannita (BN), San Nicola Manfredi (BN), Santa Paolina, Tufo.